# Herta Bamert
Herta Bamert (* 17. Juni 1909 in Singen, Deutschland; † 20. Juni 1996 in Zürich; heimatberechtigt in Zürich) war eine Schweizer Tänzerin und Tanzpädagogin.

## Leben
Herta Bamert wurde als Tochter des Otto Bamert, eines Gutsverwalters in der Nähe von Sankt Petersburg, geboren. 1940 heiratete sie den Ingenieur Franz Roth. Bamert lebte bis 1919 im Russischen Kaiserreich, wo sie privaten Ballettunterricht erhielt. Um 1924 reiste sie in die Schweiz ein, wo sie sich in klassischem Ballett bei Mario Volkart und im Rhythmischen Seminar bei Mimi Scheiblauer in Zürich ausbildete. Weitere Ausbildung in Ballett erhielt sie bei Olga Preobrajenska und Boris Kniaseff in Paris.
Bamert tanzte am Stadttheater Zürich und beim Ballett Trudi Schoop, mit dem sie durch die Vereinigten Staaten tourte, und gab eigene Tanzabende in der Schweiz und in Deutschland. Eine umfassende pädagogische Tätigkeit entwickelte sie in Zürich, zuerst an der eigenen Schule, dann am Stadttheater Zürich und am Tanzseminar des Konservatoriums. 1956 gründete sie die Ballettakademie Zürich, deren Leitung sie bis zu ihrem Tode innehatte und deren Hauptpädagogin sie war. Aus ihrer Akademie gingen Tänzer und Tänzerinnen wie Christina McDermot und Raimondo Fornoni hervor.